# Jan Rudberg
Jan Yngve Rudberg, född 2 maj 1946 i Karlskrona, är en svensk jurist som var lagman i Ludvika tingsrätt från 1993 till dess nedläggning 2001.
Rudberg utsågs 4 juni 1987 till rådman i Ludvika tingsrätt och utsågs till lagman där 24 juni 1993 Vid denna tingsrätt nedläggning övergick Rudberg till en domartjänst vid Falu tingsrätt.